# Писначевский, Виктор Онуфриевич
Виктор Онуфриевич Писначевский (1883, Подольская губерния — 11 ноября 1933, Братислава) — украинский политик в Российской империи. Депутат 1-й Государственной Думы. Также публицист, литературный критик, издатель. Деятель украинской эмиграции в Австрии.
Псевдонимы и криптонимы: Андрій Горленко, Морський, Співаченко, Воєнний, В. П., П. К., П. Вік, В-ко, Г-ко, В. П-ський, Віктор П. и др.

## Биография
Родился в 1883 году в Подолье. В 1904 поступил на медицинский факультет Юрьевского университета, окончил Петербургскую военно-медицинскую академию. Принимал активное участие в украинской культурной жизни Санкт-Петербурга. Был одним из организаторов Украинской громады в Государственной Думе 1-го созыва (1906). Во время работы 2-й Государственной Думы был инициатором и соредактором издания «Родное дело. Думские вести» (1907).
В 1906—1914 гг. работал корреспондентом газеты «Рада», в 1917—1919 годах издавал журнал «Одесский листок».
В конце 1917 года избран депутатом Учредительного собрания от Румынского фронта по списку № 1 (объединенные украинские социалисты).
Адъютант группы эрцгерцога Вильгельма (Вышиваного) Остап Луцкий, находясь тогда в Херсоне, 8 апреля 1918 года писал о нём в своём дневнике: «Вечером зашел ко мне здешний писатель и врач Писначевский. Европеец, хорошо говорит по-украински, жаловался на некоторые препоны австрийских властей, хочет издавать здесь украинский журнал и просил о 2 сечевиков для помощи. Песначевский говорил с эрцгерцогом. Оба понравились друг другу. Он мне — тоже. Молодая жизнь. Таких бы здесь как можно больше. Он развивает Херсонщину».
В 1919 году советник Чрезвычайной дипломатической миссии УНР в Румынии.
1919 эмигрировал в Австрию, жил в городе Вена, основал и издавал еженедельник «Воля» (до 1922 года).
С 1923 года работал врачом в Словакии. Умер 11 ноября 1933 года в Братиславе (Словакия).